# Xiphosembia amapae
Xiphosembia amapae is een insectensoort uit de familie Archembiidae, die tot de orde webspinners (Embioptera) behoort. De soort komt voor in Brazilië.
Xiphosembia amapae is voor het eerst wetenschappelijk beschreven door Ross in 2001.